# Auxesinos
Auxesini é uma tribo de cerambicídeos da subfamília Cerambycinae. Compreende 16 espécies, com distribuição restrita à região afro-tropical.

## Gêneros
- Auxesis Thomson, 1858
- Linopodius Fairmaire 1896
- Linopteridius Fairmaire 1896
- Linopteropsis Breuning & Villiers 1958
- Longelinopodius Breuning & Villiers 1958
- Parauxesis Aurivillius 1915
- Psathyrioides Breuning & Villiers 1958
- Tricholinopteridius Breuning & Villiers 1958